# Enriqueta González Rubín
Enriqueta González Rubín   (Santianes del Agua, 17 d'abril de 1832 - L'Infiestu, 9 de novembre de 1877) va ser una escriptora i periodista asturiana.

## Biografia
Enriqueta González Rubín va tenir l'honor de començar en el gènere narratiu en asturià en un moment històric en què no era gens fàcil per a les dones poder-se dedicar a les lletres.
Va col·laborar sovint amb articles, poemes i narracions en la premsa de l'època. Entre els mitjans en què va escriure, destaca El Faro Asturiano, d'on provenen la majoria dels seus escrits.
En la seva època va gaudir d'una popularitat considerable, tot i que les inquietuds polítiques i socials que es mostraven en la seva obra, que a més no es va reeditar, van fer que el seu llegat es perdés en escolar-se els anys.

## Obra
Els seus textos mostren sovint una important preocupació per les condicions de vida de la dona, per la seva educació i pel seu paper a la societat.
És autora de dues novel·les en asturià: una publicada per entregues a El Faro Asturiano l'any 196 i que no es coneix; i l'altre, el Viatge del tio Pacho el Sord a Oviedo, publicada l'any 19755 i 
y alcontrada apocayá.

## 30a Setmana de les Lletres Asturianes
En la setmana del 4 al 8 de maig de 2009, es va celebrar la XXX Setmana de les Lletres Asturianes, dedicada a la memòria d'Enriqueta. El Govern d'Astúries va reeditar i rescatar la seva obra, complementant-la amb estudis literaris sobre el seu llegat.

## Premi Enriqueta González Rubín de periodisme
El Premi Enriqueta González Rubín de periodisme és un dels més prestigiosos pel que fa al periodisme a Astúries. Des de 2003 és convocat per la Conselleria de Cultura d'Astúries.